# Музей Холокоста (Одесса)
Музей Холокоста в Одессе (укр. Музей Голокосту в Одесі) — музей, освещающий трагедию Холокоста на территории Транснистрии во время оккупации Украины румынскими войсками маршала Антонеску в годы Второй мировой войны. Расположен в Приморском районе города.
Задача музея состоит в том, чтобы собрать, сохранить и донести до будущих поколений историю о трагедии Холокоста.

## История
Музей был создан по решению Совета Одесской региональной ассоциации евреев — бывших узников гетто и нацистских концлагерей и открыт 22 июня 2009 года. По словам председателя Ассоциации Романа Шварцмана, «музей — это своеобразная школа для молодёжи, чтобы Холокоста больше не было никогда, ни для одного из народов».
Организаторы музея поставили целью собрать, сохранить и донести до будущих поколений историю об этой беспрецедентной трагедии; сохранить память о тех, кто страдал, воспитать новое поколение молодых людей, которые смогут в XXI веке противостоять и не допустить появление фашизма.
Автор концепции музея — кандидат философских наук Павел Ефимович Козленко.
В настоящее время в музее представлена достаточно большая коллекция экспонатов. За годы работы, музей посетило более 20 тысяч человек из разных стран мира: дипломаты, историки, общественные деятели, руководители города и области, студенты и школьники, и просто люди, которые помнят или хотят узнать о той страшной трагедии, которая называется Холокост.
Музей сотрудничает с Институтом по изучению Холокоста им. Эли Визеля (Румыния), с Израильским национальным мемориалом Катастрофы и Героизма Яд Вашем, с Украинским институтом изучения Холокоста «Ткума» (Днепропетровск), Украинским центром изучения истории Холокоста (Киев).
В 2019 году началось проектирование нового музея Холокоста, который будет построен на территории Прохоровского сквера.

## Экспозиция
Изначально в двух залах музея были выставлены примерно полторы тысячи экспонатов, многие из которых взяты из частных коллекций одесских евреев или принесены бывшими узниками.
Представлены вещи узников, выдержки из различных публикаций, приказы оккупационных властей, а также документальные фотоматериалы.
В настоящее время музей занимает два этажа. На первом этаже находятся конференц-зал и библиотека. На втором этаже расположены пять залов:
- Вторая мировая война. Холокост на Украине.
- Образование Транснистрии. Оборона и оккупация Одессы.
- Еврейское местечко.
- Жизнь и смерть в эпоху Холокоста. Праведники народов мира.
- Победа. Освобождение Одессы и окончание Второй мировой войны[11].

В музее есть копия альбома, сделанного в период оккупации Одессы фотографом П. Домбровским и подаренного А. Гитлеру, И. Антонеску и Г. Пынте.

## Выставки
В январе 2012 года, в Международный день памяти жертв Холокоста состоялось открытие выставки фотографий под названием «Холокост в граните». Выставка посвящена трагической судьбе евреев Одессы, Бессарабии и Буковины, уничтоженных румынскими оккупантами в 1941—1944 г.г. на территории между Южным Бугом и Днестром. Фотографии, которые легли в основу выставки, были взяты из экспедиций, проведённых Павлом Козленко и Николаем Горшковым в период с 2010-14 гг. Экспедиции являются частью долгосрочного проекта Одесского музея Холокоста.
К Международному дню освобождения узников нацистских концлагерей и 70-летию со дня освобождения Бухенвальда открылась выставка «Бухенвальдский набат».
В декабре 2015 года состоялось открытие выставки «Граждане Румынии — Праведники народов мира».
К 75-й годовщине оккупации Одессы в годы Второй мировой войны в музее Холокоста презентовали выставку «Документы периода румынской оккупации Одессы 1941—1944 гг. из фондов ГАОО».
В 2017 году в коллекции музея появилась мини-диорама «Гетто в Транснистрии». Диорама изображает типичное еврейское гетто на территории Транснистрии, а также диорама «Расстрел евреев в Богдановке». Автор идеи Павел Козленко, диорамы изготовил одесский мастер-моделист Евгений Капука.
В мае 2017 года в память о шести миллионах евреев, уничтоженных нацистами, Израильский культурный центр в Одессе совместно с Одесским музеем Холокоста представили выставку «Пережившие ШОА». Это истории тринадцати выдающихся людей, которые смогли спастись от Катастрофы. Автор выставки Павел Козленко.
6 марта 2018 года отмечается европейский праздник памяти Праведников народов мира. К этому дню была открыта выставка «Священнослужители и Холокост». Автор Павел Козленко.
В июле 2018 года совместно с Посольством Республики Польша на Украине состоялось открытие выставки «Рискуя жизнью. Поляки спасают евреев во время Холокоста».
В январе 2020 года состоялось открытие выставки посвящённой 75-й годовщине освобождения концлагеря «Аушвиц-Биркенау»: «Одесса-Париж-Аушвиц. Доля художника». Автор Павел Козленко.